# Cal Noble (Alt Àneu)
Cal Noble és una casa a Alós d'Isil, al municipi d'Alt Àneu (Pallars Sobirà) inclosa a l'Inventari del Patrimoni Arquitectònic de Catalunya.

## Descripció
Ruïnes d'una antiga casa de planta rectangular i murs actuals que arriben sols al nivell del primer pis, de pedra pissarrosa, excepte la porta al costat sud, formada per grans blocs de granit ben escairat. En el punt on s'inicia l'arc de mig punt hi ha un bloc col·locat horitzontalment com a imposta. Una clau lleugerament més sobresortida que la resta de dovelles ocupa la part central de l'arc.